# Hans Heller (Schauspieler)
Hans Jürgen Heller (* 14. September 1957 in Soest) ist ein deutscher Schauspieler. Seine Schauspielausbildung absolvierte er an der Hochschule für Musik, Theater und Medien Hannover.
Er verkörperte bereits zahlreiche Rollen in Film- und Fernsehproduktionen, unter anderem in den Serien Polizeiruf 110, In aller Freundschaft, Forsthaus Falkenau und in den letzten Staffeln Medicopter 117 sowie in zahlreichen ZDF-Produktionen. Er spielte auch verschiedene Theaterrollen, zum Beispiel die Rolle des Romeo in Romeo und Julia und die des Riff in West Side Story.
Neben Deutsch spricht Hans Heller auch Englisch, Französisch und Spanisch. Er lebt abwechselnd in Hamburg, Köln und München.

## Filmografie (Auswahl)
- 1993, 2000: Großstadtrevier (Fernsehserie, zwei Folgen)
- 1994–1995: Stadtklinik (Fernsehserie, drei Folgen)
- 1994–2006: Die Wache (Fernsehserie)
- 1999, 2010: Der Alte (Fernsehserie, verschiedene Rollen, zwei Folgen)
- 1999, 2001: Alphateam – Die Lebensretter im OP (Fernsehserie, verschiedene Rollen, zwei Folgen)
- 2000: Der Fahnder (Fernsehserie, Folge Bis in den Tod)
- 2000: Die Pfefferkörner – Bladerflucht
- 2001–2005: Powder Park (Fernsehserie)
- 2002–2005: Schloss Einstein (Fernsehserie)
- 2003: In aller Freundschaft Staffel 6, Episode 9 „Die eigenen vier Wände“
- 2004: Alarm für Cobra 11 – Die Autobahnpolizei (Fernsehserie, Folge Muttertag)
- 2002–2007: Medicopter 117 – Jedes Leben zählt (Fernsehserie, 32 Folgen)
- 2005: Die Rosenheim-Cops (Fernsehserie, eine Folge)
- 2005: Im Namen des Gesetzes (Fernsehserie, vier Folgen)
- 2005: Die Rettungsflieger (Fernsehserie, eine Folge)
- 2007: Notruf Hafenkante (Fernsehserie, eine Folge)
- 2008: Polizeiruf 110: Keiner schreit (Fernsehreihe)
- 2013: Als meine Frau mein Chef wurde …
- 2015: Die kalte Wahrheit (Fernsehfilm)
- 2015: Heiter bis tödlich: Hubert und Staller (Fernsehserie, eine Folge)
- 2018, 2022: SOKO Hamburg (Fernsehserie, Folgen Tödliche Ernte, Tödliche Hochzeit)
- 2023: Nord Nord Mord – Sievers und der große Knall (Fernsehreihe)
- 2024: Rote Rosen (Fernsehserie)